# Поносов, Игорь Геннадьевич
И́горь Генна́дьевич Поно́сов (14 декабря 1980, Нижневартовск) — художник, куратор и теоретик уличного искусства. Автор книг «Искусство и город» и Russian Urban Art: History and Conflicts. Лауреат премии в области современного искусства им. Сергея Курёхина, номинант премии Кандинского и Московской Арт Премии.

## Биография
Художественную деятельность начал с граффити в 1999 году, с 2003 живёт и работает в Москве.
С 2005 по 2008 издал три книги про уличное искусство в России и странах пост-советского пространства. С 2011 по 2013 курировал проект «Стена», ставший дискуссионной платформой для обсуждения городского искусства. С 2011 по 2015 годы в составе арт-коллектива «Партизанинг» работал над изменением городской среды столицы, формируя критический взгляд на урбанистику и развитие уличных практик в России. С 2013-го по 2016-й был соорганизатором фестиваля «Делай Сам», который был сфокусирован на низовых инициативах пост-советского пространства. В 2016 году написал и издал первую русскоязычную книгу про уличное искусство «Искусство и город», за которую в этом же году был удостоен премии Сергея Курёхина в номинации «Лучший текст о современном искусстве», а в 2019-м был номинирован на премию Кандинского в номинации «Научная работа. Теория и история современного искусства». В 2018 году издал книгу «Russian Urban Art: History and Conflicts», получившую массу положительных отзывов и пользующуюся большим спросом у зарубежных читателей. Издание было презентовано в Тарту, Безансоне, Париже, Хельсинки, Берлине, Кракове, Фрайбурге и Вайль-ам-Райне, рецензии вышли на Brooklyn Street Art, Widewalls, The Art Newspaper Russia и Medium. По итогу года «Russian Urban Art: History and Conflicts» вошла в 20 лучших книг 2018 года по мнению Brooklyn Street Art и в десятку по мнению Urban Spree Gallery (Берлин).
В своей художественной практике Игорь Поносов стремится к разнообразию подходов и методов, как правило, его уличные работы создаются в конкретном контексте и критически осмысляют его. Художник многократно обращается к перформативным и акционистским практикам — это прослеживается, как в городских интервенциях Партизанинга 2012–2013-х годов, так и в других более поздних проектах художника.
Работая в разных медиумах и жанрах, Игорь отмечает влияние на формирование своего творческого метода деятельности ситуационистского движения, дада и московского акционизма. В свою очередь, вдохновение этими коллективными практиками зачастую подталкивают Игоря Поносова к кооперации с другими художниками, так, например, сотрудничество с американским художником Брэдом Дауни началось еще в 2013 году и продолжалось несколько лет — в рамках этой многолетней работы было создано множество произведений, осмысляющих городской и политический контексты России и США.

## Избранные публикации
- 2023 — Когда танец окончен, монография, Москва, Россия.
- 2022 — Переплетение снов, книга, Москва, Россия.
- 2021 — Искусство и город, издание второе, дополненное, Москва, Россия.
- 2020 — Разрезая стены, книга, Москва, Россия.
- 2019 — Энциклопедия российского уличного искусства, книга (соавтор, редактор), Москва, Россия.
- 2018 — «Russian Urban Art: History and Conflicts», книга, Москва, Россия.
- 2018 — «Делай Сам/а: Практики низовых гражданских инициатив», книга (соавтор, гл. редактор), Москва, Россия.
- 2017 — «RECLAIM, RECODE, REINVENT: Urban Art and Activism in Eastern Europe», книга (соавтор, гл. редактор), Берлин, Германия.
- 2016 — «Искусство и город», книга, Москва, Россия.
- 2015 — «Switchie/Switchie», книга (соавтор), Possible books, Берлин, Германия.
- 2015 — «Хорошая манера срезать кусок баннера», журнал/зин, Самиздат, Москва, Россия.
- 2005—2008 «Objects», книга, Москва, Россия.

## Избранные выставки
- 2023 — Архипелаг грез. ЦСК «Смена», Казань. ЗИМ Галерея, Самара.
- 2023 — Space is the case. GEH8 Kunstraum, Дрезден.
- 2023 — Вне места. Новые ландшафты. ЦТИ «Фабрика», Москва.
- 2023 — Комната коллекционера. CUBE Art space, Москва.
- 2022 — Вымышленное путешествие. Syntax Gallery, Москва.
- 2021 — Разрезая стены. Уральский филиал ГМИИ им. А.С. Пушкина, Екатеринбург.
- 2021 — Включённое наблюдение. Syntax Gallery, Москва.
- 2021 — 2МАП: выставка номинантов. Медиацентр парка Зарядье, Москва.
- 2020 — Разрезая стены. ЦТИ Фабрика, Москва.
- 2020 — rePlastic. Электромузей, Москва.
- 2019 — Post-Posters. Syndicat Potentiel, Страсбург.
- 2019 — The Absurd. Candid Arts Trust space, Лондон.
- 2018 — Is It Dangerous To Take A Shower During A Thunderstorm? Галерея Пальто, Майами.
- 2018 — Habitat Happy. Neurotitan Gallery, Берлин.
- 2018 — Partizaning: Participatory Urban Replanning. Nosna Gallery, Краков.
- 2018 — Meine Strasse? Моя Улица? August Bebel Institut, Берлин.
- 2017 — Cultural Hijack. International School of Architecture ARCHIP. Прага.
- 2017 — Hand luggage only. Nuart Gallry. Ставангер.
- 2017 — GARAGE L6 #17. GARAGE L6. Фрайбург.
- 2017 — Coordinate System Система координат. CLB Berlin. Берлин.
- 2016 — «Оттепель», ЦТИ Фабрика, Москва.
- 2016 — XXI Triennale di Milano International Exposition, EXPERIENCE (Ex Expo Area), Милан.
- 2016 — «Через границы / Сквозь ограничения», Музей уличного искусства, Санкт-Петербург.
- 2016 — Life o' Banner, Cracow Gallery Weekend KRAKERS, Краков.
- 2015 — Russland vs. Russland Kulturkonflikte, Studio 1 Kunstquartier Bethanien, Берлин.
- 2015 — 2nd International Award for Public Art, Auckland Art Gallery Toi o Tamaki, Окленд.
- 2014 — global aCtIVISm, the ZKM | Museum of Contemporary Art, Карлсруэ.
- 2014 — «11», Музей современного искусства «Гараж», Москва.
- 2014 — «Повод к миру», Параллельная программа Manifesta 10, Музей уличного искусства, Санкт-Петербург.
- 2013 — X архитектурное биеннале в Сан-Паулу.
- 2013 — «Территория совместных действий», Галерея современного искусства 16th LINE, Ростов-на-Дону.
- 2012 — «Собянин, детка, давай!», Восточная галерея, Москва.
- 2012 — «Стена», ЦСИ Винзавод, Москва.
- 2008 — «Хронология уличного искусства 2005—2008», выставка-ретроспектива, М'АРС, Москва.
- 2006 — «Стрит Арт», Третьяковская галерея на Крымском Валу, Москва.

## Избранные лекции и курсы
- 2023 — Городская лаборатория в рамках IV Биеннале Артмоссфера. ЦСИ Винзавод, Москва.
- 2023 — Выход в город: Практики уличного искусства. Moscow School of Contemporary art (Universal University) , Москва.
- 2022 — «Искусство и город: Граффити, стрит-арт, партизанинг», художественная галерея Ростов, Ростов-на-дону.
- 2021 — Мастерская в рамках второго набора лаборатории молодого художника, Уральский филиал ГМИИ им. А.С. Пушкина, Екатеринбург.
- 2020 — «Искусство и город: Граффити, стрит-арт, партизанинг», Музей стрит-арта, Санкт-Петербург.
- 2019 — «Искусство и город: Граффити, стрит-арт, партизанинг», школа Родченко, Москва.
- 2014 — «От граффити к городским интервенциям», СПбГУ, Санкт-Петербург.
- 2012 — «Стрит-арт: искусство улиц», РГГУ, Москва
- 2012 — «Партизанские способы городского планирования», Московская высшая школа социальных и экономических наук, Москва
- 2011 — «От граффити к городским интервенциям. Зарубежные и российские практики», Музей современного искусства PERMM, Пермь
- 2011 — Образовательная программа проекта «Стена»,  ЦСИ «Винзавод», Москва

## Гранты, премии и резиденции
- 2023 — Жар-книга (финалист). Москва.
- 2023 — Zentrum fur Kunst und Urbanistik. ZK/U, Берлин.
- 2023 — Резиденция на базе галереи «9Б». Нижний-800, Нижний Новгород.
- 2021 — 2-я Московская Арт Премия (финалист). ФРСИ, Москва.
- 2019 — 12-я Премия Кандинского (финалист). BREUS Foundation, Москва.
- 2019 — Фабричные мастерские. Сессия IV. ЦТИ «Фабрика», Москва.
- 2017 — Gastatelier im Kunsthaus L6, Das Kulturamt der Stadt Freiburg, Фрайбург.
- 2016 — Премия им. Сергея Курёхина, «Лучший текст о современном искусстве» (Игорь Поносов. «Искусство и город. Граффити, уличное искусство, активизм». Москва, 2016)
- 2016 — «Жизнь Живых», ГЦСИ Арсенал, Нижний Новгород.
- 2014 — Arts Leadership Fellows, резиденция, CEC ArtsLink, Нью-Йорк
- 2014 — Coal Prize, шорт-лист премии, COAL, Париж
- 2014 — Discover Eliava, резиденция, GeoAIR Art Residency, Тбилиси
- 2012—2013 — Программа поддержки молодых российских художников ЦСК «Гараж», Москва.